# Autobusové nádraží Nový Bor
Autobusové nádraží v Novém Boru je situováno nedaleko centra města, blízko jsou prodejny obchodních řetězců Billa, Penny Market a Kaufland. Nedaleko se nachází i vlakové nádraží a stanoviště Luna Taxi. Většinu linek provozuje dopravce ČSAD Česká Lípa, mezi další dopravce patří BusLine, Dopravní podnik Ústeckého kraje atd.
V budové nádraží se nachází čekárna pro cestující s dětským koutkem, toaletami a občerstvení Luna.
Většinu regionálních a dálkových autobusových linek provozuje dopravce ČSAD Česká Lípa, dále je to Dopravní podnik Ústeckého kraje a jeho dceřiná společnost DP INTERCITY a varnsdorfský Quick Bus.